# Abejas y elementos tóxicos

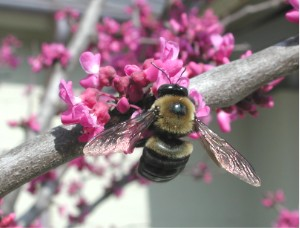
Una abeja Xylocopa virginica recogiendo polen.

Las abejas pueden sufrir los efectos de los compuestos tóxicos que existan en el entorno. Esto incluye varios compuestos químicos sintéticos, tales como los insecticidas y fertilizantes, así como una variedad de compuestos químicos naturales procedentes de las plantas, tales como el etanol procedente de la fermentación alcohólica de los materiales orgánicos y de las frutas. Las abejas se intoxican cuando se exponen al etanol del néctar fermentado, así como de las frutas muy maduras.
El efecto del alcohol en las abejas es muy similar en cuanto a síntomas a los efecto del alcohol en los humanos, tanto es así que las abejas melíferas han sido empleadas como modelo para la intoxicación etílica humana. Sin embargo el metabolismo de las abejas y de los humanos es suficientemente diferente ya que las abejas pueden colectar néctares de plantas con completa seguridad y que resultan tóxicas para los humanos. La miel producida por estas abejas contiene esos néctares tóxicos que podrían contaminar a humanos. Algunos humanos ingieren la miel de estas abejas y enferman a consecuencia de ello. 
Los procesos naturales del entorno pueden introducir substancias tóxicas en la miel de las abejas. Algunos microorganismos pueden convertir los azúcares presentes en la miel como puede ser el etanol. Este proceso de fermentación del etanol se emplea por los humanos de forma deliberada para la elaboración de una bebida alcohólica denominada hidromiel.

## Consumo de etanol en abejas

### Efectos de la intoxicación

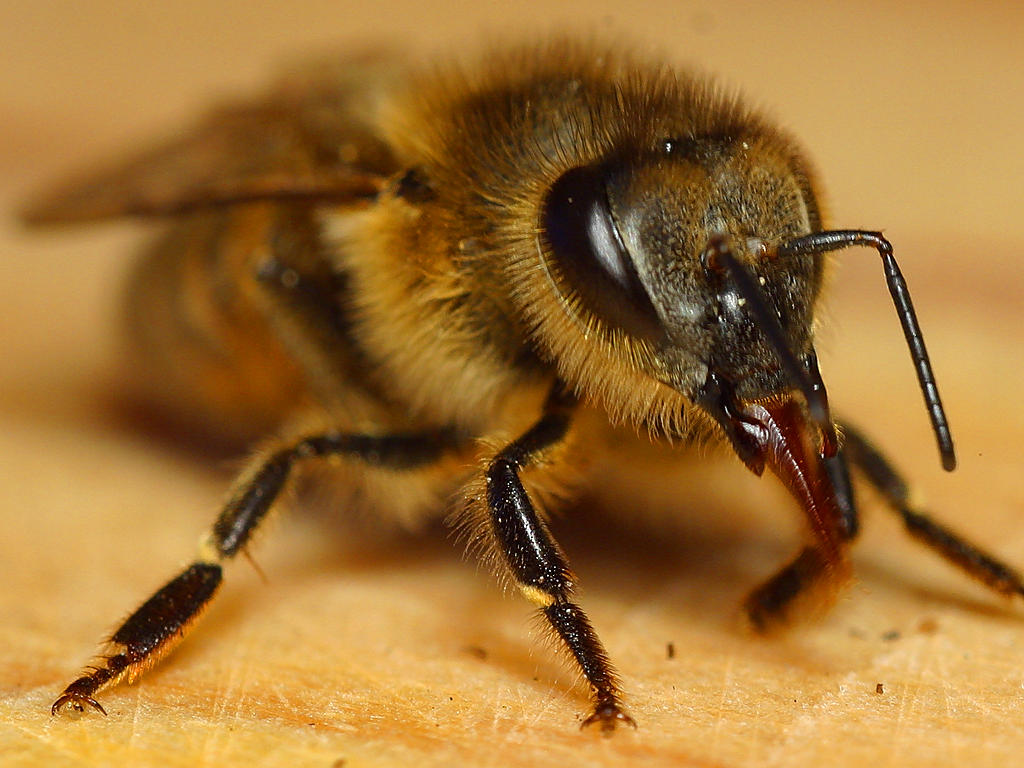
Abeja mostrando proboscis, o lengua.

La introducción de ciertas substancias químicas en el entorno de las abejas como puede ser etanol o pesticidas o la simple inclusión de tóxicos bioquímicos producidos por las plantas pueden causar en la abeja comportamientos anormales y desorientación. En suficientes cantidades pueden causar incluso la muerte de la abeja por envenenamiento. Los efectos del alcohol en las abejas se ha reconocido desde hace ya tiempo. Por ejemplo John Cumming describía el efecto en una publicación del año 1864 sobre apicultura.
Cuando las abejas se intoxican mediante el consumo de etanol o se intoxican con el consumo de otras substancias, el reasultado es un comportamiento caótico cuando andan. El grupo de investigadores de Charles Abramson en Oklahoma State University ha puesto esfuerzos en la investigación de este fenómeno, para ello se ha servido de unas pequeñas ruedas sobre las que corren abejas, las que estaban intoxicadas mostraban problemas locomotores. Se introdujeron abejas melíferas en cajas y se les estimuló para que se movieran dentro de ellas, se pudo comprobar que las más intoxicadas apenas podían moverse.
Una abeja intoxicada suele extender completamente su lengua, o proboscis. Las abejas afectadas emplean menos tiempo en permanecer volando. Si una abeja está suficientemente intoxicada, suele caer hacia atrás y revolotea con sus patitas. De la misma forma las abejas contaminadas suelen tener más accidentes durante el vuelo. Algunas abejas que consumen etanol se desorientan y non capaces de regresar a la colmena, como consecuencia de esto mueren. Bozic et al (2006) encontraron que el consumo de alcohol en las abejas melíferas llega a afectar a sus comportamientos sociales, de la misma forma ocurre con las contaminaciones por insecticidas. Algunas abejas muestran comportamientos agresivos tras el consumo de alcohol.
Algunas abejas que consumen alcohol procedente de néctares fermentados llegan a presentar enfermedades crónicas que afectan a la vida social de la colmena. Se ha observado un comportamiento defensivo de la colonia de abejas intentando expulsar a las abejas contaminadas de la colmena, hasta que los efectos visibles de la contaminación desaparecen. Si una abeja es reincidente y retorna a la almena desorientada, las abejas compañeras suelen expulsarla violentamente.
La exposición al alcohol tiene efectos prolongados en las abejas, llegando a las 48 horas. Este fenómeno se ha observado también en las moscas de la fruta y está íntimamente conectado con el neurotransmisor denominado octopamina que se encuentra en las moscas de la fruta así como en las abejas.

### Abejas y modelos de intoxicación etílica en abejas

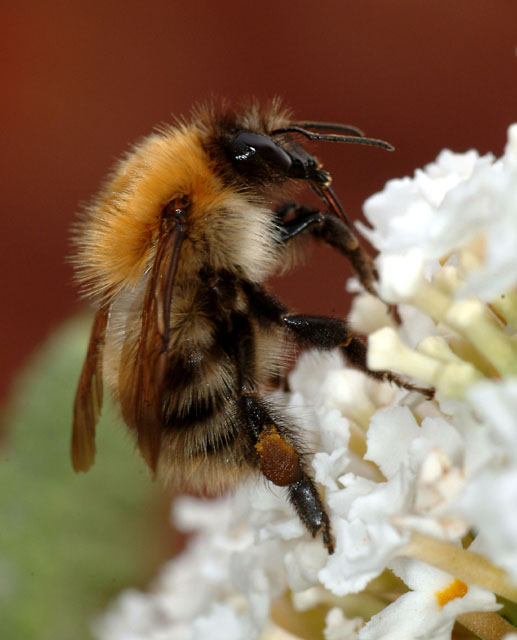
Abejorro, Bombus.

Avances recientes han mostrado patrones y modelos de intoxicación etílica que permiten una mejor comprensión de los efectos del alcohol en los animales vertebrados:
"Se han realizado avances en las tres pasadas décadas en la comprensión del sistema nervioso de los animales vertebrados e invertebrados y se han descubierto múltiples facetas de su comportamiento. Este conjunto de trabajos ha revelado que existe una red compleja que ha evolucionado desde una forma común y primitiva de sistema nervioso generando finalmente esta división homóloga en dos clases de animales: vertebrados e invertebrados."
El comportamiento de las abejas intoxicadas por alcohol etílico ha sido investigado y estudiado con rigor por los científicos de las universidades de Ohio State University, University of Oklahoma, University of Ljubljana en Eslovenia, y en otros sitios. Todos estos centros de investigación tienen como lugar común el buscar un efecto similar del alcohol en los humanos. En la Oklahoma State University, por ejemplo, las investigaciones del profesor Abramson han encontrado correlaciones significantes entre las reacciones de las abejas y de otros vertebrados ante la exposición al alcohol. 
"El propósito de este experimento fue testear la posibilidad de crear un modelo de consumo de etanol en los insectos y comprobar como este consumo afectaba a su comportamiento social.... Los experimentos sobre el consumo, locomoción, y aprendizaje sugirieron que la exposición al etanol influencia el comportamiento de las abejas melíferas mostrando analogías con vertebrados."

Se ha encontrado que "el sistema nervioso de las abejas melíferas es muy similar al de otros vertebrados". Las similitudes permiten incluso encontrar informació, por similitud en los cerebros de los humanos, así como explicar la reacción a ciertos químicos. Julie Mustard, una investigadora en el estado de Ohio, explica que:
"Pensando a nivel molecular, los cerebros de las abejas y de los humanos trabajan de forma similar. Conociendo como el uso crónico del alcohol afecta a los genes y las proteínas en los cerebros de las abejas melíferas nos puede ayudar en ciertas ocasiones a comprender como el alcoholismo afecta a la memoria y al comportamiento en los humanos, así como una mejor comprensión de los mecanismos moleculares de la adicción."
La evaluación completa de los efectos nocivos del etanol en los vertebrados se puede decir que se ha iniciado a comienzos del siglo XXI y revela ser un estudio prometedor. Se está observando los efectos en su comportamiento en ciertas abejas alimentadas con suluciones de diferente concentración de etanol. Hay investigadores que han colocado las abejas en pequeños arneses y las han alimentado con soluciones de alcohol y azúcar para analizar la movilidad de las mismas durante estas ingestas. Casi todas las pruebas mostraron una disminución de la locomoción, la movilidad, interacción social y un aumento de la agresividad. El científico Mustard ha hecho remarcar que "el alcohol afecta a las abejas y a los humanos de formas muy similares, afectando a las capacidades motoras así como a las habilidades de aprendizaje y a la memoria."
La interacción de las abejas con antabuse (disulfiram, un medicamento común administrado en los síndromes de alcoholismo) ha sido testeado de igual forma.

## Exposición de las abejas a tóxicos químicos

### Compuestos sintéticos
Las abejas pueden ser afectadas severamente por los pesticidas, fertilizantes y otros compuestos químicos sintéticos introducidos en su ambiente natural. Los síntomas de contaminación son diversos, pueden vagar volando de forma errática hasta morir. Estas muertes pueden traer consecuencias económicas para la agricultura de algunas regiones.